# Младост (езеро)
Вижте пояснителната страница за други значения на Младост (езеро).
Младост или Велешко езеро (на македонска литературна норма: Младост, Велешко Езеро) е язовир в централна Република Македония.
Размерите на езерото са 1,5 × 0,5 km. Максималната дълбочина е 25 m.
Язовирът е бил построен с цел на напояване на лозята и селскостопанските насаждения в околността, които в миналото често са страдали от суши.